# Amt Darß/Fischland
Amt Darß/Fischland – związek gmin w Niemczech, leżący w kraju związkowym Meklemburgia-Pomorze Przednie, w powiecie Vorpommern-Rügen. Siedziba urzędu znajduje się w miejscowości Born.
W skład związku wchodzi sześć gmin:
1. Ahrenshoop
2. Born
3. Dierhagen
4. Prerow
5. Wieck auf dem Darß
6. Wustrow